# Bluetip
Bluetip — американская постхардкор-группа из Вашингтона, образованная в марте 1995 года бывшими участниками Swiz. Они выпустили четыре альбома, EP и несколько синглов, прежде чем распались в январе 2002 года. Первоначально группа должна была называться The Ohio Blue Tip, однако название было сокращено до Bluetip в самом начале.
Фаррелл и Джо Горелик из Bluetip продолжили создавать музыку в очень похожем ключе под названием Retisonic, начиная с 2002 года, с Джимом Кимболлом на басу.
Группа Red Hare была сформирована в 2013 году тремя бывшими участниками Bluetip (Фарреллом, Гореликом и Дэйвом Стерном) и тремя бывшими участниками Swiz и Sweetbelly Freakdown (Фарреллом, Стерном и Шоном Брауном). Известно, что группа исполняет песни Swiz на некоторых живых выступлениях, в дополнение к оригинальным песням Red Hare.

## Дискография
Студийные альбомы
- Dischord No. 101 (Dischord, June 1996)
- Join Us (Dischord, November 1998)
- Polymer (Dischord, September 2000)

Синглы
- Ohio 7-inch (Discord/Hellfire, August 1995)
- Bluetip/Kerosene 454 split 7-inch (Maggadee, September 1996)
- Join Us/No. 2 7-inch (Dischord, March 1998)
- Bluetip/NRA split 7-inch (B-Core Disc, November 1999)
- Hot (-) Fast (+) Union CDEP (Slowdime, May 2000)

Сборники
- Post Mortem Anthem (Dischord, 2001)

Участие в сборниках различных исполнителей
- Not One Light Red: A Desert Extended (Sunset Alliance, 2002) - "Newport"